# Mechthild Löhr
Mechthild E. Löhr (* 20. Februar 1960 in Tönisvorst) ist eine deutsche Politikerin (CDU), Personalberaterin und Funktionärin der Lebensrechtsbewegung.

## Leben
Mechthild Löhr stammte von einem niederrheinischen Bauernhof. Nach ihrem Abitur an einem katholischen Gymnasium in Grefrath-Mülhausen (Kreis Viersen, Nordrhein-Westfalen) studierte sie Politikwissenschaft, Philosophie und Öffentliches Recht an der Rheinischen Friedrich-Wilhelms-Universität Bonn (M.A.). Sie war einige Jahre in der Wirtschaft bei diversen Industrie-, Beratungs- und Bankunternehmen tätig. Von 1989 bis 1991 hatte sie die Leitung der Landeszentrale für Umweltaufklärung in Rheinland-Pfalz inne. Seit 1991 führt sie eine Personal- und Unternehmensberatung mit Sitz in Schloßborn im Taunus, zusammen mit dem Wirtschaftswissenschaftler und Hochschullehrer Andreas Löhr, mit dem sie seit 1984 verheiratet ist.
Von 1993 bis 1999 war sie im Vorstand und von 1993 bis 1996 Vorsitzende des Bundes Katholischer Unternehmer (BKU). Bei der Landtagswahl in Hessen 1999 war sie im Schattenkabinett von Roland Koch als Kultusministerin vorgesehen, das Amt übernahm dann aber wegen ihres Rücktritts Karin Wolff. 2002 wurde sie als Bundesvorsitzende der Lebensrechtsorganisation Christdemokraten für das Leben (CDL) gewählt. 2021 gab sie den Vorsitz ab und wurde Ehrenvorsitzende. Von 2005 bis 2014 und seit 2017 ist Löhr zudem Vorstandsmitglied des Bundesverbandes Lebensrecht (BVL).
Von 2000 bis 2006 hatte sie die Leitung des Arbeitskreises „Allgemeinbildendes Schulwesen“ inne und war langjähriges Mitglied im Ausschuss „Bildung/Berufliche Bildung“ in der Bundesvereinigung der Deutschen Arbeitgeberverbände (BDA).
Von 2001 bis 2017 war sie Mitglied und stellvertretende Vorsitzende im Ethikbeirat der Pax-Bank. Löhr ist Autorin bei Tabula Rasa Magazin (Zeitung für Gesellschaft& Kultur). Seit 2024 ist sie – unter anderem mit Erich von Waldburg zu Zeil und Trauchburg, Peter Seewald, Hanna-Barbara Gerl-Falkovitz und Thomas Rusche sowie Kurt Koch, Florian Wörner und Georg Gänswein – Mitglied des Kuratoriums bei der katholischen Wochenzeitung Die Tagespost.
2011 würdigte Papst Benedikt XVI. das ehrenamtliche Engagement Löhrs in Kirche und Gesellschaft mit der Verleihung des Päpstlichen Silvesterordens. 2015 wurde Mechthild Löhr von Kardinal-Großmeister Edwin Frederick O’Brien zur Dame des Ritterordens vom Heiligen Grab zu Jerusalem ernannt und am 10. Oktober 2015 durch Reinhard Kardinal Marx, Großprior der deutschen Statthalterei, investiert. 2020 erhielt Löhr den Stiftungspreis für ihre Verdienste im Lebensschutz von der Stiftung Ja zum Leben.

## Veröffentlichungen
- mit Arnulf Baring, Josef Kraus, Jörg Schönbohm: Schluss mit dem Ausverkauf! Landt, Berlin 2011, ISBN 978-3-938844-26-7.

Als Mit-Herausgeberin
- mit Heinz Reichmann, Wolfgang Schäuble (Hrsg.): Christliche Verantwortung für die wirtschaftliche und soziale Zukunft Europas.  Paulinus, Trier 1995, ISBN 3-7902-5006-6.
- mit Norbert Geis (Hrsg.): Homo-Ehe. Nein zum Ja-Wort aus christlicher Sicht. Langwaden, Grevenbroich 2001, ISBN 3-934551-34-3.
- mit Rainer Beckmann (Hrsg.): Der Status des Embryos. Medizin – Ethik – Recht. Naumann, Würzburg 2003, ISBN 3-88567-089-5.
- mit Lothar Roos, Michael Bommers (Hrsg.): Manager-Gebetbuch. Besinnung für Führungskräfte. 3. Auflage, Butzon & Bercker, Kevelaer, 2018, ISBN 978-3-766624086.
- mit Rainer Beckmann, Julia Schätzle (Hrsg.): Sterben in Würde. Beiträge zur Debatte über Sterbehilfe. Sinus, Krefeld 2004, ISBN 3-88289-809-7.
- mit Rainer Beckmann, Stephan Baier (Hrsg.): Kinder. Wunsch und Wirklichkeit. Kinder und Familien in einer alternden Gesellschaft. Sinus, Krefeld 2006, ISBN 3-88289-810-0.
- mit Bernward Büchner, Claudia Kaminski (Hrsg.): Abtreibung – ein neues Menschenrecht? Sinus, Krefeld 2012, ISBN 978-3-88289-811-8.
- mit Rainer Beckmann und Claudia Kaminski (Hrsg.): Es gibt kein gutes Töten: Acht Plädoyers gegen Sterbehilfe Taschenbuch – 23. Juni 2015, ISBN 978-3-944872-17-9
- mit Michael Bommers und Hans Günther Ullrich: Manager-Gebetbuch. Spiritualität für Führungskräfte., Libra 2018, ISBN 978-3766624086